# 名古屋市立高木小学校
名古屋市立高木小学校（なごやしりつ たかぎしょうがっこう）は、名古屋市港区高木町にある公立小学校。

## 歴史
1950年（昭和25年）9月に名古屋市立小碓小学校分校として設立された。名古屋市立高木小学校として分離独立したのは、翌年4月1日である。
1981年（昭和56年）4月に名古屋市立神宮寺小学校を分離している。

### 児童数の変遷
『愛知県小中学校誌』（2018年）によると、児童数の変遷は以下の通りである。
| 1951年（昭和26年） | 454人  |  |
| 1957年（昭和32年） | 668人  |  |
| 1967年（昭和42年） | 565人  |  |
| 1977年（昭和52年） | 1437人 |  |
| 1987年（昭和62年） | 626人  |  |
| 1997年（平成9年）  | 540人  |  |
| 2007年（平成19年） | 600人  |  |
| 2017年（平成29年） | 510人  |  |

## 通学区域
所管する名古屋市教育委員会は、2018年（平成30年）9月1日現在、港区のうち、油屋町・惟信町1～3丁目・惟信町字に・寛政町字十六番・甚兵衛通1～3丁目・善進町1丁目・善進町3～8丁目・善進本町・善南町・善北町・高木町1～3丁目・多加良浦町1～2丁目・西川町1～3丁目の全域および善進町2丁目・高木町4～5丁目・当知町字堤外の各一部を通学区域として指定している。
また、卒業後の進学先は名古屋市立宝神中学校となっている。

## 交通アクセス
名古屋市営バス油屋町二丁目停留所が最寄りバス停である。

### WEB
1. 1 2  名古屋市教育委員会事務局総務部企画経理課企画統計係 (2018年9月18日). “港区の小・中学校一覧”.   名古屋市. 2018年11月14日閲覧。
2. ↑  名古屋市教育委員会事務局総務部教育環境計画室計画係 (2018年9月1日). “名古屋市立小・中学校の通学区域一覧（港区）” (PDF).   名古屋市. 2018年11月15日閲覧。
3. ↑  名古屋市教育委員会事務局総務部教育環境計画室計画係 (2018年4月1日). “名古屋市立中学校区一覧（小→中）” (PDF).   名古屋市. 2018年11月14日閲覧。

### 書籍
1. 1 2 3  港区制施行五十周年記念事業実行委員会 1987, p. 402.
2. ↑  六三制教育七十周年記念 愛知県小中学校誌 合同記念誌編集特別委員会 2018, p. 239.